# Minuskuł 13 (Gregory-Aland)
Minuskuł 13 (wedle numeracji Gregory—Aland), ε 368 (von Soden) – rękopis Nowego Testamentu z tekstem czterech Ewangelii, pisany minuskułą na pergaminie w języku greckim z XIII wieku. W marginaliach zawiera noty liturgiczne oraz podział tekstu. Kopista popełnił wiele błędów.
Rękopis pochodzi z południowych Włoch, należał niegdyś do arcybiskupa Reims, obecnie przechowywany jest w Paryżu. Rękopis był badany przez wielu paleografów oraz krytyków tekstu. Tekst rękopisu odbiega zarówno od Textus receptus, jak i tekstu z najnowszych wydań krytycznych greckiego Nowego Testamentu. Od XVIII wieku jego tekst cieszy się zainteresowaniem ze strony krytyków tekstu, cytowany jest we współczesnych krytycznych wydaniach greckiego Nowego Testamentu.

## Opis rękopisu
Kodeks zawiera tekst czterech Ewangelii, na 170 pergaminowych kartach (23,9 cm na 18,2 cm). Niektóre partie rękopisu zostały utracone (Mt 1,1-2,20; 26,33-52; 27,26-28,9; Mk 1,20-45; Jn 16,19-17,11; 21,2-25), ponadto kolejność kart została zmieniona i obecna ich kolejność odbiega od oryginalnej.
Tekst rękopisu pisany jest w dwóch kolumnach na stronę, 28-30 linijek w kolumnie. Inicjały pisane są czerwonym atramentem i dekorowane w kilku innych kolorach.
Według Ferrara zawiera 1523 błędów itacyzmu, oraz wiele innych błędów. Scrivener ocenił, że rękopis nie jest poprawnie pisany, Ferrar był jednak zdania, że liczba błędów nie jest większa niż w innych rękopisach tego czasu. Litera ο jest często mylona z ω, dyftong ου jeden raz zastępuje literę υ (w Mt 25,9). W niektórych sytuacjach litera kappa jest mylona z betą, beta czasami przypomina swoim kształtem łacińską „u”.
Tekst Ewangelii dzielony jest według κεφαλαια (rozdziały) oraz według Sekcji Ammoniusza, których numery umieszczono na marginesach. Sekcje Ammoniusza nie zostały opatrzone odniesieniami do Kanonów Euzebiusza. Przed każdą z ewangelii umieszczone zostały listy κεφαλαια (spis treści). W górnym marginesie umieszczono τιτλοι (tytuły) rozdziałów.
Zawiera noty liturgiczne na marginesie, którymi oznaczono teksty czytane w liturgii; zawiera księgi liturgiczne menologium i synaksarion, oraz subscriptio na końcu każdej Ewangelii. W subscriptio podano liczbę ρηματα (tj. stychów bądź wierszy wedle syryjskiego podziału) oraz liczbę στιχοι (tj. stychów wedle greckiego podziału) dla każdej Ewangelii. Według subscriptio Ewangelia Mateusza napisana została w języku hebrajskim, Ewangelia Marka w łacińskim, a Ewangelia Łukasza w greckim.

## Tekst
Grecki tekst Ewangelii reprezentuje tekst cezarejski. Ferrar obliczył, że różni się od Textus receptus w ok. 4000 miejsc. Kurt i Barbara Aland dali mu następujący profil tekstualny: 1501 711/2 312 54s, co znaczy, że rękopis 150 razy wspiera tekst bizantyński przeciwko „oryginalnemu”, 71 razy zgodny jest z tekstem bizantyńskim oraz oryginalnym, 31 razy wspiera tekst „oryginalny” przeciwko bizantyńskiemu, ponadto ma 54 sobie właściwe warianty tekstowe (Sonderlesarten). W oparciu o ten profil Alandowie zaklasyfikowali tekst kodeksu do Kategorii III, co oznacza, że posiada pewną wartość dla odtworzenia oryginalnego tekstu Nowego Testamentu oraz szczególną wartość dla poznania historii tekstu Nowego Testamentu.
Należy do rodziny tekstualnej Ferrara, której to grupy jest liderem. Zostało to potwierdzone przez Claremont Profile Method, tj. metodę wielokrotnych wariantów. Metodą tą przebadano jednak tylko trzy rozdziały Ewangelii Łukasza.
Tekst Pericope adulterae (Jan 7,53-8,11) umieszczony został w Ewangelii Łukasza, za 21,38, brak tekstu Mt 17,2b-3 (znaki czasu), tekst Łk 22,43-44 (krwawy pot Jezusa) umieszczony został w Ewangelii Mateusza, za Mt 26,39. Wszystkie te cechy są charakterystyczne dla rodziny Ferrara.

## Historia

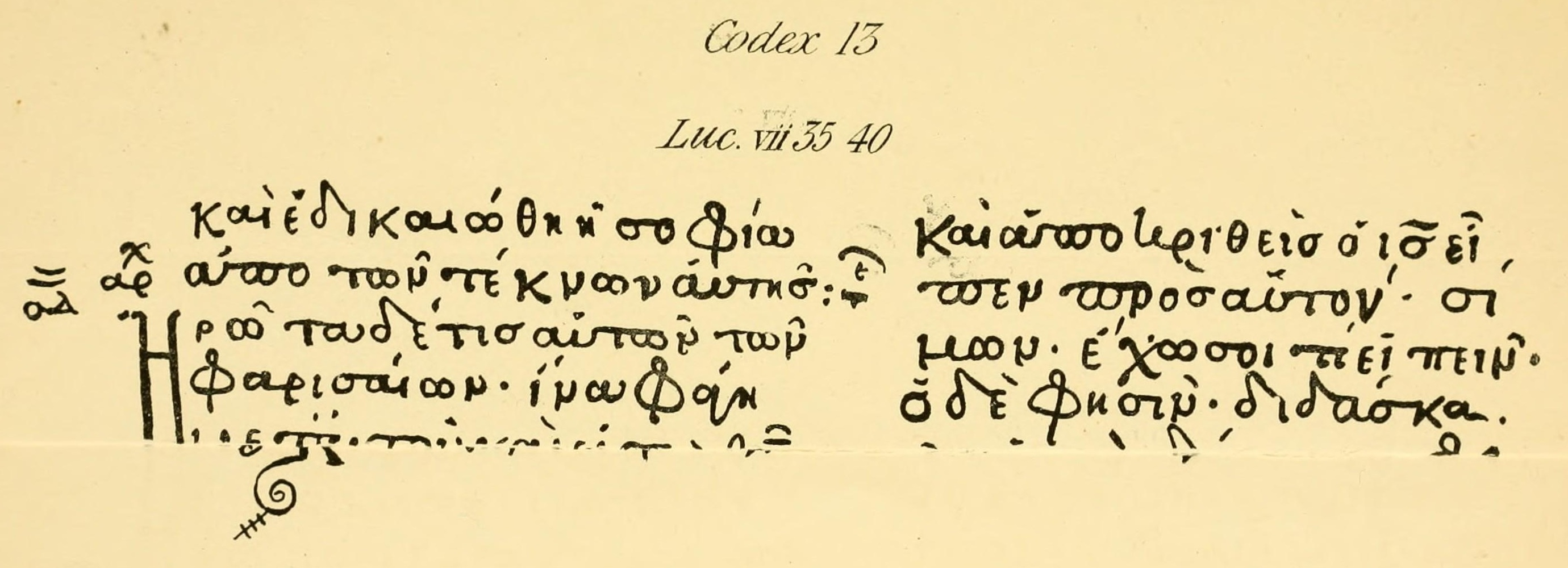
Facsimile Abbotta z tekstem Łk 7,35-40

Paleograficznie datowany jest na wiek XIII. Tak go datował Gregory, Aland i tak go obecnie datuje INTF. Przypuszcza się, że rękopis został napisany w Kalabrii albo na Sycylii. J. Rendel Harris sądził, że mógł powstać w Syrakuzach na Sycylii ze względu na imiona świętych wymienionych w menologium. Rękopis należał niegdyś do arcybiskupa Reims Le Telliera (1671–1710) (wraz z kodeksami 10, 11). Obecnie przechowywany jest we Francuskiej Bibliotece Narodowej (Gr. 50) w Paryżu.
Był badany przez wielu paleografów oraz krytyków tekstu. W 1710 roku wykorzystał go Kuster w swojej zrewidowanej edycji Novum Testamentum Milla (rękopis uzyskał siglum Paris 6). Wykaz wariantów kodeksu sporządził dlań De Louvois. Kuster ocenił, że żaden z paryskich rękopisów nie dostarczył tylu wariantów do jego wydania co ten rękopis. Na listę rękopisów Nowego Testamentu wciągnął go Wettstein. Wettstein jako pierwszy odnotował podobieństwo do kodeksu 69.
Tekst rękopisu wysoko oceniał Griesbach. Griesbach sądził, że wraz z Kodeksem Bezy ma wspólnego przodka. Tregelles ocenił, że tekst rękopisu jest lepszy zarówno od większości majuskułów, jak i minuskułów.
Tekst rękopisu skolacjonował w 1868 roku W. H. Ferrar, a opublikował po jego śmierci T. K. Abbott w dziele zatytułowanym A Collation of Four Important Manuscripts of the Gospels. Ferrar traktował rękopisy 13, 69, 124, 346 jako przepisane z tego samego archetypu. Archetyp oszacował na VII wiek. Abbott opublikował też facsimile kodeksu.
Oskar von Gebhardt w 1881 roku zaobserwował tekstualne podobieństwo do kodeksu Beratinus. Streeter w 1924 roku uznał go za drugorzędnego świadka tekstu cezarejskiego.
Dokładne badania tekstu rękopisu w Ewangelii Marka – metodą wielokrotnych wariantów – i jego relacji do pokrewnych rękopisów przeprowadzili krytycy tekstu Kirsopp Lake oraz Silva Lake. Jacob Geerlings podobne badania przeprowadził dla rękopisu w pozostałych Ewangeliach. Lake koncentrował się na odtworzeniu tekstu archetypu, z którego pochodzi grupa, dla Geerlingsa chodziło o stworzenie profilu tekstualnego grupy.
Tekst rękopisu jest cytowany w naukowych wydaniach greckiego Novum Testamentum Nestle-Alanda (NA26, NA27). W 27 wydaniu Nestle-Alanda (NA27) zaliczony został do rękopisów cytowanych w pierwszej kolejności.